# Skanstull (tunnelbanestation)
Skanstull är en station inom Stockholms tunnelbana i området Skanstull i stadsdelen Södermalm i Stockholms innerstad. Den äldre beteckningen var "Ringvägen". Stationen ligger i korsningen Ringvägen och Götgatan. Den har cirka 53 000 resenärer per dag. Avståndet till station Slussen är 1,2 kilometer.

## Historik
Denna station och Medborgarplatsen är de äldsta underjordiska stationerna i tunnelbanenätet. Båda stationer öppnades 1 oktober 1933, denna under namnet "Ringvägen". Arkitekt var Holger Blom och Gunnar Lené och förebilden Berlins tunnelbana. Plattformen ligger cirka fem meter under Götgatan, och har två biljetthallar, från Ringvägen/Götgatan eller från Allhelgonagatan (öppnades 21 november 1957). 
Den trafikerades ursprungligen av spårvagnar som gick underjordiskt från Slussen. Tunneln kallas Södertunneln, men banan kallades redan då Tunnelbanan. Man kan fortfarande se fästena för spårvägens kontaktledningar i taket över spåren. Även en stor del av spårväggarnas kakel är ännu intakt från 1930-talet. År 1950 byggdes stationen om och förlängdes för de nya tunnelbanetågen samt öppnades på nytt 1 oktober 1950, då med sitt nuvarande namn.
Stationens konst invigdes 2004 och består av konstfilm som visas på monitorer. Upp till sex verk visas samtidigt och de byts en till två gånger årligen. Här passerar T-bana 1 (gröna linjen), mellan Gullmarsplan och Medborgarplatsen. Stationen byggdes om 2003–2004 och hela plattformen upprustades 2009.

### Bilder

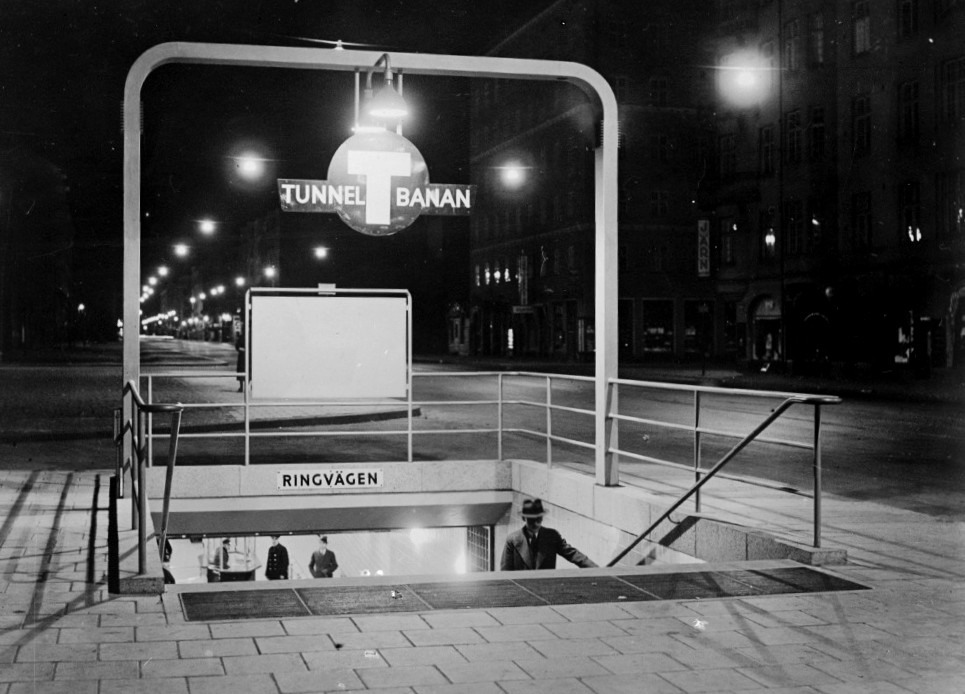
Nedgången till station "Ringvägen" 1933.
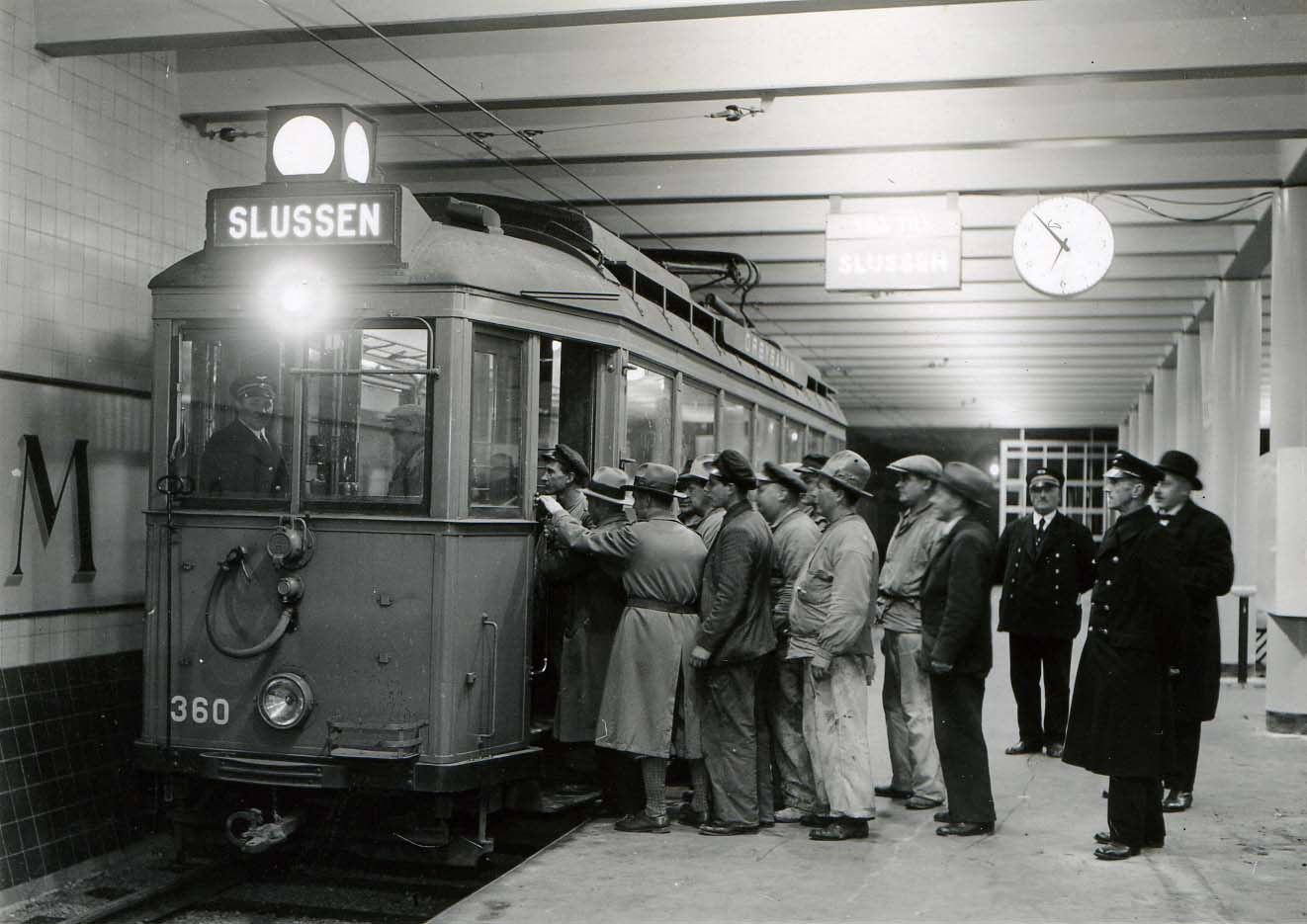
Stationen "Ringvägen" 8 september 1933.
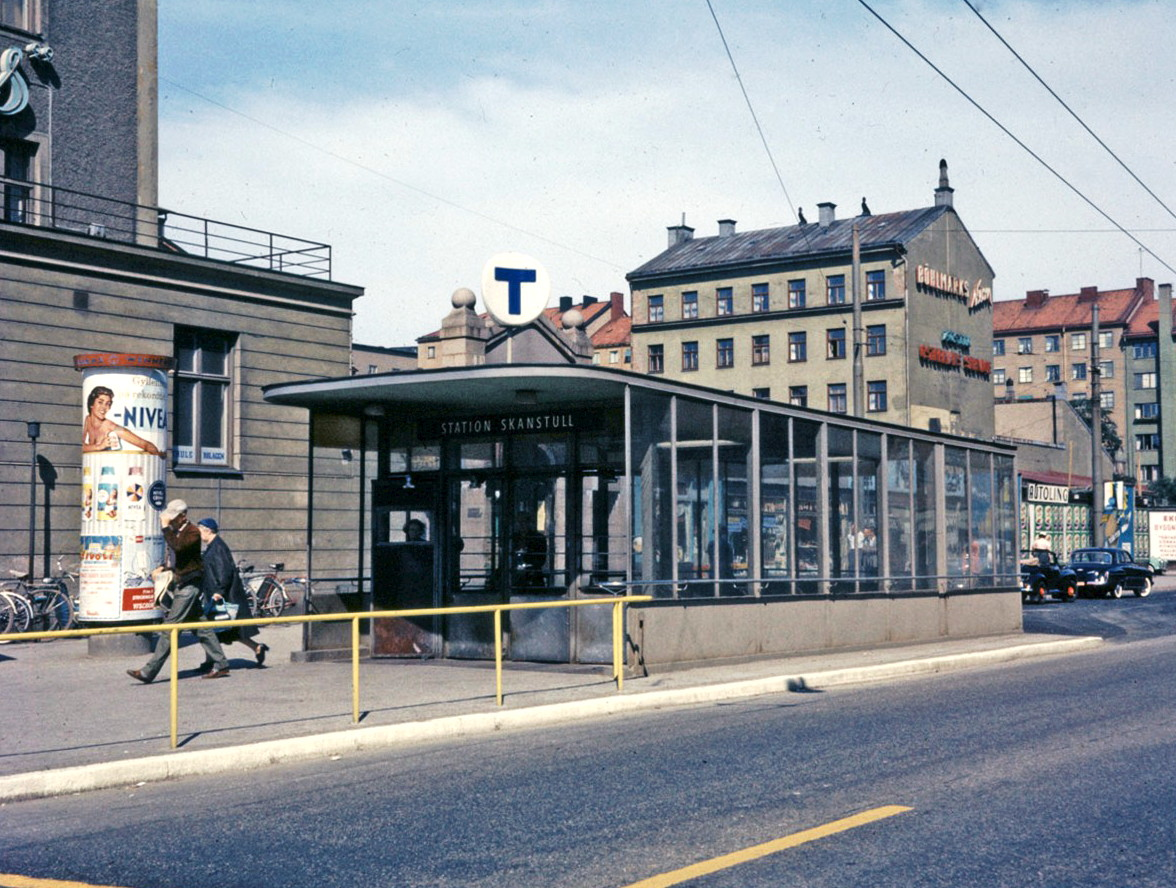
Skanstulls tunnelbanestation, 1957.
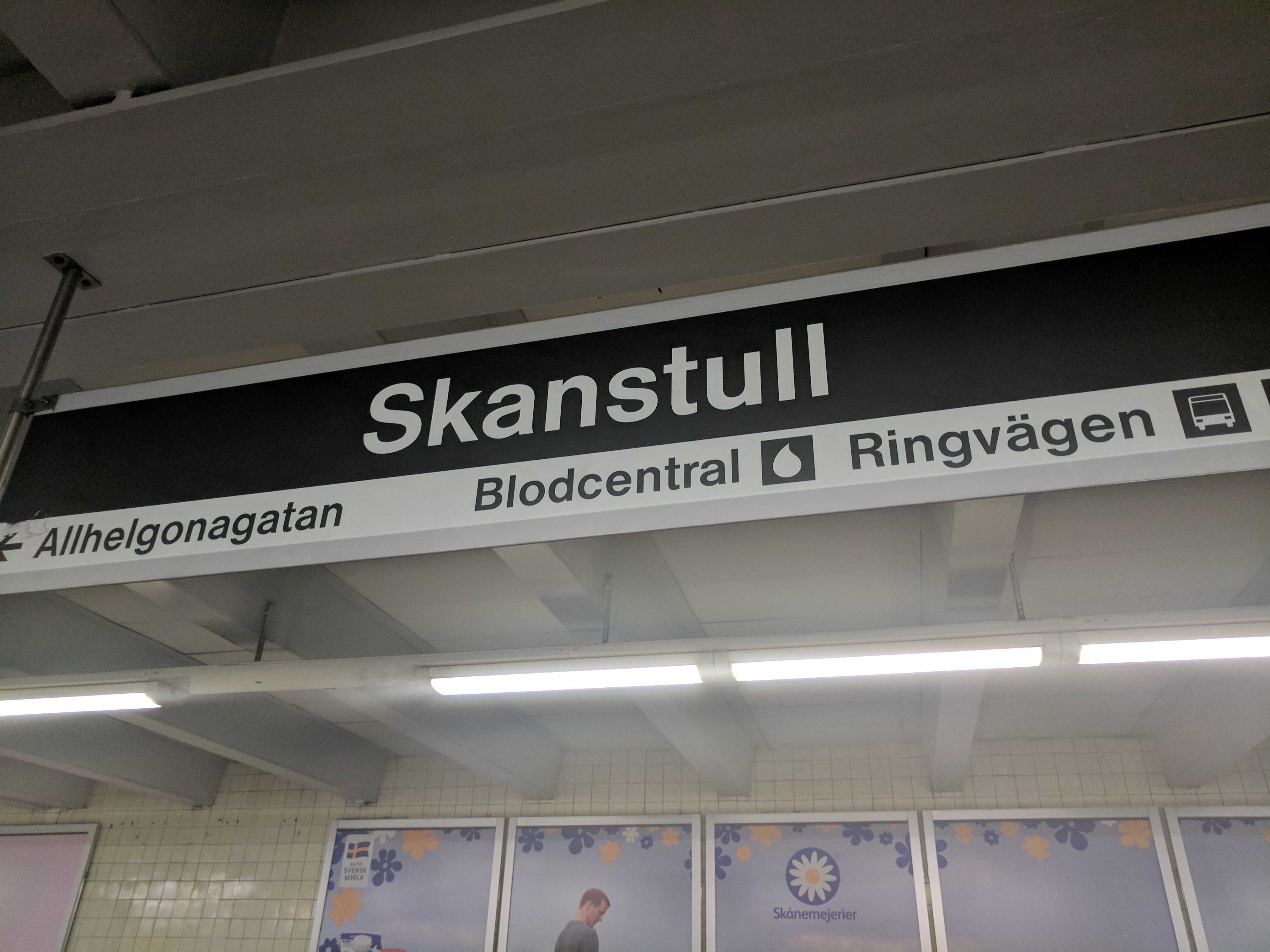
Stationsskylt.
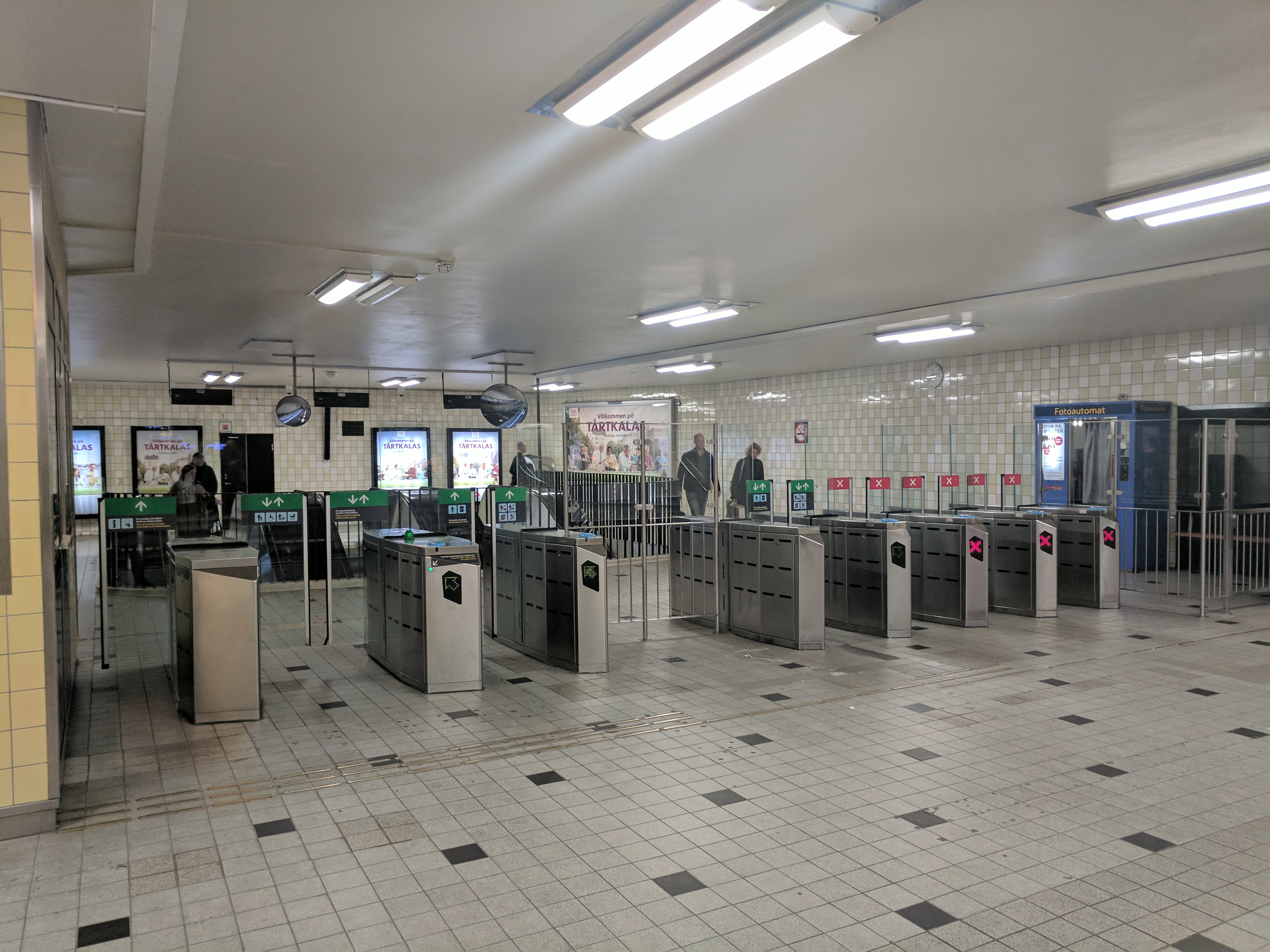
Spärren från norra uppgången